# Rozana Radi
Rozana Radi, född 6 juli 1979 i Tirana, Socialistiska folkrepubliken Albanien
, är en albansk sångerska, låtskrivare och skådespelerska. 
2016 vann Radi musiktävlingen Kënga Magjike med låten "Ma thuaj ti".  

## Karriär
Radi föddes år 1979 till en grekisk mor och en far från Kosovo. Radi har släppt flera framgångsrika singlar i Albanien, samt samarbetat med flera kända albanska artister. Tillsammans med rapparen Noizy har hon släppt singlarna "Fly" och "Mr. Yesterday". År 2009 ställde Radi upp i Kënga Magjike 2009, där hon slutade 10:a med låten "Femër" samt fick ett pris för bästa sångstil. Året därpå ställde hon upp i Kënga Magjike 2010 tillsammans med Ramadan Krasniqi och med låten "Valsi i tradhtisë". I finalen fick de tredje högst poäng av alla och endast Juliana Pasha & Luiz Ejlli, som vann, samt Pirro Çako fick fler poäng. De tilldelades även kritikerpriset. År 2011 ställde hon för tredje året i rad upp i tävlingen då hon deltog i Kënga Magjike 2011. Denna gång deltog hon med rapparen Mc Kresha och med låten "Jabadabadu" tilldelades de ett diskografiskt pris i finalen. Vid slutet av samma år stod Radi tillsammans med Flemur Shehu bakom låten "Pyete zemrën", som Gerta Mahmutaj framförde i Festivali i Këngës 50. Mahmutaj tog sig till finalen, men väl där fick hon noll poäng och slutade på en delad sistaplats med sju andra bidrag.
I maj 2012 släppte hon tillsammans med bandet Aragona balladen "Tepër jemi dashtë". Till låten producerades en musikvideo som även den släpptes i maj 2012. Under sommaren 2012 släppte hon låten "O sa mirë me qenë shqiptar" och under hösten deltog hon i Kënga Magjike 2012 med låten "Ti s'ke zemër". I samma tävling hade hon varit med och skrivit tre andra bidrag. I finalen fick hon 552 poäng och en slutlig sjätteplats. Hon tilldelades även pris för bästa framträdande i tävlingen.
2013 deltog Radi i Kënga Magjike 2013 med låten "Bekim" som skrivits och komponerats av Adrian Hila. Hon tog sig till tävlingens andra semifinal och tog sig även till finalen. I finalen fick Radi 494 poäng och slutade på en åttonde plats. Hon tilldelades även AMC-priset.
2016 ställde Radi upp i Kënga Magjike med låten "Ma thuaj ti" som hon själv skrivit med Elgit Doda. Hon tog sig till finalen där hon efter omröstning stod som segrare av tävlingen.
I december 2017 har hon med ett bidrag i Festivali i Këngës 56 då hon skrivit texten till Manjola Nallbanis bidrag "I njëjti qiell".
2009 medverkade Radi i den USA-lanserade albanska kortfilmen Mira som hon spelade huvudrollen i. Filmen producerades av Dhimitër Ismajlaj och Radi spelade mot bland andra Tinka Kurti. Filmen lanserades på filmfestivalen Real to Reel International Film Festival i USA i juli 2009. Filmen spelades in i Tirana i Albanien.

## Privatliv
Rozanas farbror, Françesk Radi, är en framgångsrik sångare som bland annat ställt upp i Festivali i Këngës flera gånger.

## Diskografi

### Studioalbum
- 2002 – Mëkato me mua
- 2004 – Jepi gaz
- 2004 – Policia
- 2007 – Rrotullo me gisht

### Kënga Magjike-bidrag
| År   | Upplaga            | Låt                  | Poäng | Plats | Pris               |
| ---- | ------------------ | -------------------- | ----- | ----- | ------------------ |
| 2009 | Kënga Magjike 2009 | "Femër"              | 367   | 10    | Bästa sångstil     |
| 2010 | Kënga Magjike 2010 | "Valsi i tradhetisë" | 570   | 3     | Kritikerpriset     |
| 2011 | Kënga Magjike 2011 | "Jabadabadu"         | –     | –     | Diskografiskt pris |
| 2012 | Kënga Magjike 2012 | "Ti s'ke zemër"      | 552   | 6     | Bästa framträdande |
| 2013 | Kënga Magjike 2013 | "Bekim"              | 494   | 8     | AMC-priset         |
| 2016 | Kënga Magjike 2016 | "Ma thuaj ti"        | 1023  | 1     | Best Artist on Web |

### Sånger (som låtskrivare)
- 2011 – "Pyete zemrën" (framförd av Gerta Mahmutaj i Festivali i Këngës 50)
- 2012 – "Ja ke nge" (framförd av Aurela Gaçe)
- 2012 – "E di do kaloj" (framförd av Fjolla Morina)
- 2012 – "Përgjithmonë ata" (framförd av Gerta Mahmutaj)
- 2013 – "Shpirt i shpirtit tim" (framförd av Aurela Gaçe)
- 2013 – "E fundit tango" (framförd av Olta Boka)
- 2013 – "Jepe" (framförd av Endri & Stefi Prifti)
- 2013 – "Gjuju" (framförd av Era Rusi & GB MC)
- 2013 – "Pa ty" (framförd av Beatrix Ramosaj)
- 2013 – "Hajde sonte" (framförd av Ingrid Gjoni & Gjeto Luca)
- 2014 – "Aeroplan" (framförd av Arilena Ara)
- 2014 – "Me të jeton" (framförd av Soni Malaj i Top Fest 11)
- 2014 – "Hajde më në" (framförd av Era Rusi)
- 2014 – "Ti s'e meriton" (frmaförd av Endri & Stefi Prifti)
- 2014 – "Ti më ke mua" (framförd av Olta Boka & Erik Lloshi)
- 2014 – "Ani Ani" (framförd av Ingrid Gjoni & Meti Maloku)
- 2014 – "Kur dua" (framförd av Ryva Kajtazi)
- 2017 – "I njëjti qiell" (framförd av Manjola Nallbani i Festivali i Këngës 56)

## Filmografi
- 2009 – Mira